# Cauchemar sur Face Time
Cauchemar sur Face Time (A Nightmare on Face Time en VO) est le douzième épisode de la seizième saison de la série télévisée d'animation américaine South Park et l'épisode 235e de la série globale.

## Synopsis
Randy a acheté une misère un magasin Blockbuster, spécialisé dans la location de vidéos. Sa famille est sceptique à cause du succès grandissant du téléchargement et du streaming. Le magasin est de plus isolé dans la campagne et en mauvais état, peuplé de fantômes selon les rumeurs. Randy force sa famille à travailler la veille d'Halloween, ce qui exaspère Stan qui avait prévu de réaliser un cosplay des Avengers avec ses amis. Kyle trouve une solution en utilisant un iPad sur roues pour que Stan fasse tout de même partie du groupe en téléprésence. Cartman, lui, est en colère car personne ne reconnait son Hulk.
Quand ils voient un magasin se faire braquer, les garçons décident d'intervenir, inconscients du danger. Ils fuient quand ils trouvent le caissier mort, poursuivis par les tueurs. Ces derniers s'emparent de l'iPad et torturent Stan virtuellement avant d'apprendre que les fuyards ont prévu d’aller au concours de costumes organisé par la ville. Ils abandonnent alors l'iPad dans un champ.
Au Blockbuster, Randy s'entête en croyant à un simple retard des clients, qui viendront forcément selon lui. Sa santé mentale se détériore rapidement quand il a la vision d'un vieil employé qui l'informe que l’attitude négative de sa famille est le frein principal du succès, et qu'il doit donc éliminer femme et enfants pour réussir. De son côté, Shelley met volontairement le feu à un rayon de DVD.
Les garçons dénoncent le crime du magasin à la police et rejoignent "Stan" à l'hôpital, où l'iPad a été transféré. L'inspecteur Yates envoie au concours un de ses hommes, Peterson, déguisé en Psy façon monstre de Frankenstein avec l'iPad et le visage de Stan en guise de tête. Randy s'empare de l'iPad de Stan et force le policier à s'attaquer aux participants du concours et au voisinage. Il finit abattu par ses collègues, tandis que les meurtriers sont arrêtés pendant la confusion. L'iPad de Kyle tombe alors en panne sèche et ses amis pleurent le disparu.
Le lendemain matin, le Blockbuster a complètement brûlé à cause du feu démarré par Shelley. Randy est prostré dans le gel. Sharon lui dit que l'assurance leur permettra de récupérer une partie de leur mise, mais lui désire rester seul encore un peu. Stan met son iPad dans ses mains gelées et lui lance une vidéo pour le distraire.